# Dagana (Bhoutan)
Pour les articles homonymes, voir Dagana et Daga.
Dagana (aussi appelé Dhakana, ou encore Daga) est l'un des 20 dzongkhags qui constituent le Bhoutan.

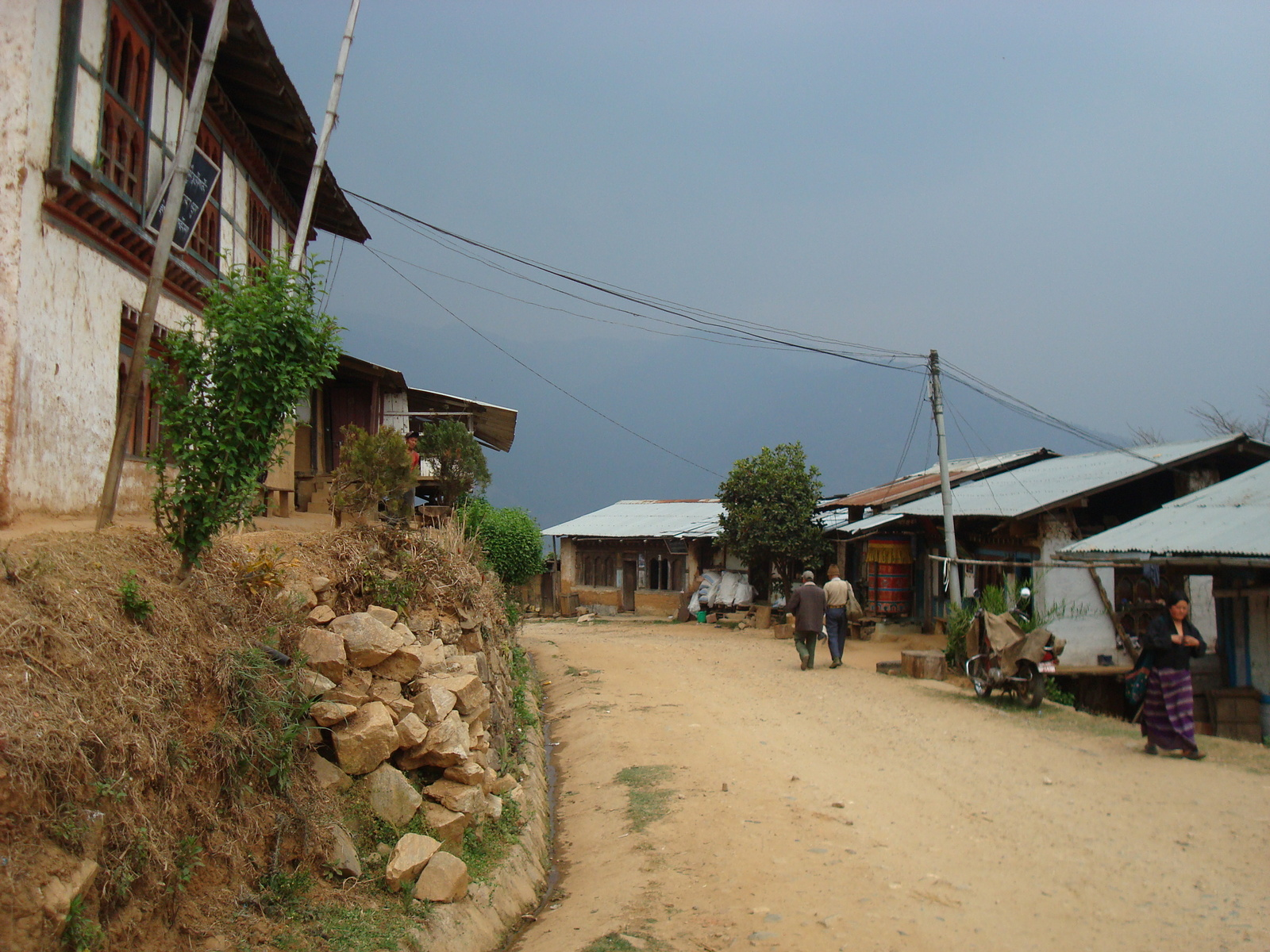
Drujegang ou Drukgyegang est un village du district de Dagana au Bhoutan

Dagana est divisé en 11 gewogs :
- Dorona
- Drujegang
- Gesarling
- Goshi
- Kana
- Khebisa
- Lajab
- Tashiding
- Tsangkha
- Tsendagana
- Tseza

## Représentation à l'Assemblée nationale
| Code   | Gewogs                    | Electeurs enregistrés |
| ------ | ------------------------- | --------------------- |
| NA0301 | Drukjeygang Tseza         | 11 521                |
| NA0302 | Lhamoi Dzingkha Tashiding | 11 327                |

| Élection  | Circonscription | Circonscription | Circonscription | Circonscription | Circonscription | Circonscription       |
| Élection  | NA0301          | NA0301          | NA0301          | NA0302          | NA0302          | NA0302                |
| Élection  | Parti           | Parti           | Député          | Parti           | Parti           | Député                |
| --------- | --------------- | --------------- | --------------- | --------------- | --------------- | --------------------- |
| 2008      |                 | DPT             | Sonam Jamtsho   |                 | DPT             | Hemant Gurung         |
| 2013      |                 | PDP             | Karma Dorji     |                 | PDP             | Ngeema Sangay Tshempo |
| 2018      |                 | DNT             | Jurmi Wangchuk  |                 | DNT             | Hemant Gurung         |
| 2023-2024 |                 | PDP             | Sonam Dorji     |                 | PDP             | Chandra Bdr Gurung    |